# Lista de prefeitos de Astorga (Paraná)
Esta é a lista de prefeitos e vice-prefeitos do município de Astorga, estado brasileiro do Paraná.
| Nº | Prefeito                         | Partido | Vice-Prefeito                               | Início do mandato       | Fim do mandato         | Observações                     |
| 1  | Ermelindo Lopes Barroso          | PSD     | Octávio de Carvalho Lengruber               | 14 de dezembro de 1952  | 30 de janeiro de 1956  | Prefeito eleito                 |
| 2  | Antenor Balarotti                | —       | Danton Bastos                               | 31 de janeiro de 1956   | 30 de janeiro de 1961  | Prefeito eleito                 |
| 3  | Anibal Alves da Rocha Loures     | —       | Milton Ribeiro                              | 31 de janeiro de 1961   | 30 de janeiro de 1964  | Prefeito e vice eleitos         |
| 4  | Ricieri Resquetti                | ARENA   | Carlos José Anunciação (ARENA)              | 31 de janeiro de 1964   | 30 de janeiro de 1969  | Prefeito e vice eleitos         |
| 5  | Carlos José Anunciação           | ARENA   | Benedito Pereira da Silva (ARENA)           | 31 de janeiro de 1969   | 31 de janeiro de 1973  | Prefeito e vice eleitos         |
| 6  | Ricieri Resquetti                | ARENA   | Lourival de Moura (ARENA)                   | 1° de fevereiro de 1973 | 31 de janeiro de 1977  | Prefeito e vice eleitos         |
| 7  | Egidio Pretti                    | ARENA   | Guerino Guandalini (ARENA)                  | 1° de fevereiro de 1977 | 31 de janeiro de 1983  | Prefeito e vice eleitos         |
| 8  | João Zampieri                    | PMDB    | Oudival Luiz de Marins (PMDB)               | 1° de fevereiro de 1983 | 31 de dezembro de 1988 | Prefeito e vice eleitos         |
| 9  | Francisco Carlos Londero Benetti | PMDB    | Idevair Nicolau Ballarotti (PMDB)           | 1º de janeiro de 1989   | 31 de dezembro de 1992 | Prefeito e vice eleitos         |
| 10 | Carlos Abrahão Keide             | PTB     | Egídio Pretti (PTB)                         | 1º de janeiro de 1993   | 31 de dezembro de 1996 | Prefeito e vice eleitos         |
| 11 | João Zampieri                    | PDT     | José Carlos de Carli (PDT)                  | 1º de janeiro de 1997   | 31 de dezembro de 2000 | Prefeito e vice eleitos         |
| 12 | Carlos Abrahão Keide             | PPB     | Marcelo Crivelari (PMDB)                    | 1º de janeiro de 2001   | 31 de dezembro de 2004 | Prefeito e vice eleitos         |
| 12 | Carlos Abrahão Keide             | PP      | Paulo Aparecido Rissato (PMDB)              | 1º de janeiro de 2005   | 31 de dezembro de 2008 | Prefeito reeleito e vice eleito |
| 13 | Arquimedes Ziroldo, Bega         | PTB     | Antônio Carlos Lopes (PMDB)                 | 1º de janeiro de 2009   | 31 de dezembro de 2012 | Prefeito e vice eleitos         |
| 13 | Arquimedes Ziroldo, Bega         | PTB     | Antônio Carlos Lopes (PMDB)                 | 1º de janeiro de 2013   | 31 de dezembro de 2016 | Prefeito e vice reeleitos       |
| 14 | Antonio Carlos Lopes             | PTB     | Claudiner Kazuyuki Ischida (PSDB)           | 1º de janeiro de 2017   | 31 de dezembro de 2020 | Prefeito e vice eleitos         |
| 15 | Suzie Pucillo                    | PP      | Geovani Conti, Geovani da Auto Escola (MDB) | 1° de janeiro de 2021   | 31 de dezembro de 2024 | Prefeito e vice eleitos         |
| 15 | Suzie Pucillo                    | PP      | Geovani Conti, Geovani da Auto Escola (MDB) | 1° de janeiro de 2025   | Atualidade             | Prefeito e vice reeleitos       |

## Lista de Vereadores

### 16ª Legislatura (2017–2020)[5].
Estes são os vereadores eleitos na eleições de 2 de outubro de 2016:
|    | Nome                                                            | Partido                                            | Votos | %    | Observações |
| -- | --------------------------------------------------------------- | -------------------------------------------------- | ----- | ---- | ----------- |
| 1  | Wander José Guandalini (Astorga, 27.09.1967–)                   | Partido da Social Democracia Brasileira (PSDB)     | 760   | 4,82 | 1º mandato  |
| 2  | Neldo Zimmermman (Astorga, 27.05.1972–)                         | Partido da República (PR)                          | 749   | 4,75 | 1º mandato  |
| 3  | Célio de Carlis (2017-2018) (Astorga, 24.08.1951–)              | Partido Social Liberal (PSL)                       | 543   | 3,44 | 1º mandato  |
| 4  | Claudinei Antonio Oliani, Pastor Nei (Astorga, 18.12.1964–)     | Partido Social Cristão (PSC)                       | 542   | 3,44 | 1º mandato  |
| 5  | Claudinei de Carli, Cláudio do Sindicato (Astorga, 25.10.1964–) | Partido da República (PR)                          | 519   | 3,29 | 1º mandato  |
| 6  | Antonio Fraga de Oliveira, Lebrão (Astorga, 02.01.1954–)        | Partido Trabalhista Brasileiro (PTB)               | 445   | 2,82 | 1º mandato  |
| 7  | José Carlos Paixão, Zé Paixão (2019) (Astorga, 06.04.1955–)     | Partido Trabalhista Brasileiro (PTB)               | 432   | 2,74 | 1º mandato  |
| 8  | Suzie Aparecida Pucillo Zanatta (Astorga, 22.12.1970–)          | Partido Progressista (Brasil) (PP)                 | 416   | 2,64 | 1º mandato  |
| 9  | Thelma Nunes (Batalha, 20.04.1966–)                             | Partido Humanista da Solidariedade (PHS}           | 397   | 2,52 | 1º mandato  |
| 10 | Osmanir Cestari (Astorga, 31.07.1953–)                          | Partido do Movimento Democrático Brasileiro (PMDB) | 320   | 2,03 | 1º mandato  |
| 11 | Maurício Ricardo Juliani (Astorga, 31.10.1964–)                 | Democratas (DEM)                                   | 309   | 1,96 | 1º mandato  |

- Presidente da Câmara: João Moreira Passo (1974); Nelson de Souza Fortunato (1975-1978); Elídio Menolli (1979-1980); Sérgio Manoera (1981-1982); José Luiz Coelho Gomes (1983-1984); Albino Mázzaro (1985-1986); José Carlos de Carli (1987-1988 e 1989-1990); José Gonçalves Neto (1991-1992); Rodolfo Bento Bergamo (1993-1994); Manoel Joaquim de Oliveira - PT (1995-1996); Marcelo Crivelari - PMDB (1999-2000); Paulo Aparecido Rissato (2003-2004); Osmanir Cestari - PMDB (2005-2006); José Marcos Pastor Sanches - PP (2007-2008); Célio de Carlis - PSL (2009-2010); Osmanir Cestari - PMDB (2011-2012); Sérgio Daguano - PT (2013-2014); José Carlos Paixão - PTB (2015-2016).

## Legenda
| cor  | significado          |
| Bege | Presidente da Câmara |
| Azul | Suplente             |